# Implant de mama de polipropilè

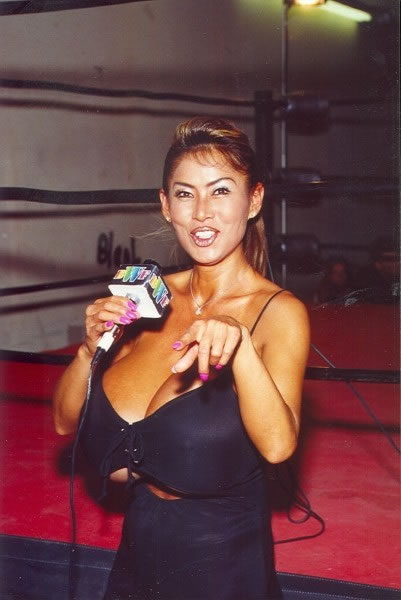
Minka amb els seus implants de polipropilè

L'implant de mama de polipropilè, també conegut com a implant salí o implant mamari de corda, és un tipus de mamoplàstia d'augment que utilitza el polipropilè per augmentar el volum de les mamelles. Els implants de polipropilè contenen fils que irriten l'interior del lloc de l'implant. La zona afectada absorbeix aigua gradualment, acumulant sèrum a una mitjana de 0,01% en volum en 24 hores. Aquesta característica fa que siguin l'únic tipus d'implant de bust que continua creixent després de la cirurgia. El creixement només pot ser alleugerat traient regularment el sèrum mitjançant una xeringa. El mètode fou desenvolupat pel Dr. Gerald W. Johnson.
Amb implants de polipropilè es poden obtenir mesures de pit espectaculars, mesures que no es podrien obtenir amb la cirurgia plàstica convencional. Normalment només dones que es dediquen a la indústria del sexe i a trencar rècords escullen sotmetre's a aquest tipus d'implants de bust. Les més conegudes són Chelsea Charms, Kayla Kleevage, Lolo Ferrari, Maxi Mounds i Minka.

## Complicacions
La decisió es fa a costa d'un gran sacrifici personal, car el volum i el pes dels pits —cada un dels pits de Lolo Ferrari (1963 - 2000) pesava 2,8 kg i contenia 3 litres de sèrum— causa sofriments molt greus a la portadora. Entre aquests cal destacar, a part de l'extrema incomoditat que sovint provoca insomni, problemes de respiració provocats per la constant opressió del tòrax, tensions musculars i dolors d'esquena.
Aquestes intervencions quirúrgiques es varen prohibir a la Unió Europea i als Estats Units a causa de les complicacions mèdiques i el dubte si els inconvenients i patiments molt reals que l'implant causa a la portadora realment són superats pels hipotètics avantatges econòmics futurs. Les operacions fetes als Estats Units es varen fer abans del 2001, any en què l'Administració de Drogues i Aliments (FDA) va prohibir-les.